# Die Straßen von Berlin
Die Straßen von Berlin ist eine 22-teilige Fernsehserie, die im Auftrag des Fernsehsenders ProSieben in Berlin produziert wurde. Die Krimireihe handelt von der Ermittlergruppe der „Sonderkommission Organisierte Kriminalität“, die im Berliner Untergrund ermittelt. Die einzelnen Folgen waren zwischen 90 Minuten und 105 Nettominuten lang.
Zu den Regisseuren der Episoden gehörten Werner Masten, Pete Ariel, Reinhard Münster, Thorsten Näter, Michael Lähn, Ate de Jong, Michael Zens und Peter Welz. Die Drehbücher stammten unter anderem von Wolfgang Limmer, Peter Zingler, Axel Götz, Uwe Wilhelm, Conny Lens und Thomas Kirchner.
Zu den Gastdarstellern der Serie gehörten unter anderem Rufus Beck, Jörg Gudzuhn, André Hennicke, Erwin Leder, Dirk Martens, Robin Merrill, Dieter Pfaff, Christian Redl, Jophi Ries, Michaela Rosen, Antje Schmidt, Max Tidof, Christian Wittmann und Marek Włodarczyk.

## Ausstrahlung
- Die erste Staffel zeigte ProSieben vom 13. Dezember 1995 bis 17. Januar 1996 in sechs Folgen.
- Die zweite Staffel zeigte ProSieben vom 2. Februar 1998 bis 16. März 1998 in sechs Folgen.
- Die dritte Staffel zeigte ProSieben vom 5. Oktober 1998 bis 9. November 1998 in sechs Folgen
- Die vierte Staffel zeigte ProSieben vom 3. August 2000 bis 14. Dezember 2000 in vier Folgen.

## Episoden
- 1. Babuschka

Gastrollen: Pjotr Olev, Mey Lan Chao, Siegfried Kernen, Peter Bause, Klaus-Jürgen Steinmann, Claudine Wilde, Gennadi Vengerov u. a.
- 2. Dunkelrote Rosen

Gastrollen: Jörg Gudzuhn, Dieter Pfaff, Mey Lan Chao, Jennifer Lim, Gerit Kling, Vincent Wong, Weijian Lui, Karin David, Juliane Jaensch, Ronald Beer, Wilfried Pucher u. a.
- 3. Die Akte Stalin

Gastrollen: Marion Mitterhammer, Jurij Kramer, Susanne Lüning, Walter Tschernich, Michele Oliveri, Vincenzo Benestante u. a.
- 4. Alleingang

Gastrollen: Dieter Montag, Veit Schubert, Ezard Haussmann, Erwin Leder, Agata Kulesza, Francisek Pieczka, Francisek Cwirko, Krysztof Majchrzak u. a.
- 5. Wiener Glut

Gastrollen: Wilfried Baasner, Nina Hoger, Rhea Harder, Günter Junghans, Volkmar Kleinert, Wolfgang Kühne, (Schauspieler, 1953), Rüdiger Wandel u. a.
- 6. Die letzte Fahrt der „Ashanti Star“

Gastrollen: Antje Schmidt, Georges Claisse, André Hennicke, Charles Brauer, Achim Grubel, Thomas Bestvater, Bernd-Uwe Reppenhagen, Sven Riemann, Jürgen Watzke, Manfred Möck, Wolf-Dietrich Berg, Matthew Burton u. a.
- 7. Blutige Beute

Gastrollen: Antje Schmidt, Michaela Rosen, Marek Włodarczyk, Gruschenka Stevens, Rufus Beck, Oliver Korittke, Jochen Senf, Gennadi Vengerov u. a.
- 8. Terror

Gastrollen: Hark Bohm, Jophi Ries u. a.
- 9. Die Mandarine von Marzahn
- 10. Rivalen
- 11. Die Bazooka-Bande
- 12. Endstation
- 13. Kalinka, maja
- 14. Blutwurst und Weißwein
- 15. Hackfleisch
- 16. Das rote Pulver
- 17. CQ 371
- 18. Falschgeld
- 19. Countdown
- 20. Tod im Handgepäck
- 21. Kopfjäger
- 22. Abraxox